# Miño de San Esteban
Miño de San Esteban és un municipi de la província de Sòria, a la comunitat autònoma de Castella i Lleó.